# Kalipelus (Purwanegara)
Kalipelus is een bestuurslaag in het regentschap Banjarnegara van de provincie Midden-Java, Indonesië. Kalipelus telt 3872 inwoners (volkstelling 2010).